# Chiesa di San Savino Vescovo (Scandiano)
La chiesa di San Savino Vescovo è un edificio di culto cattolico situato a Fellegara, frazione di Scandiano, in provincia di Reggio Emilia e diocesi di Reggio Emilia-Guastalla; fa parte del vicariato della Valle del Secchia. Essa possiede una chiesa sussidiaria, la chiesa della Beata Vergine della Neve, sita nella stessa frazione.

## Storia
Notizie dell'esistenza di una cappella in onore di San Savino risalgono al 1152. La costruzione dell'edificio attuale è del 1906, su progetto del perito Pietro Ferrari e di Venerio Zuccoli. La primitiva cappella era soggetta alla pieve di Fogliano.

## Architettura
La facciata della chiesa è suddivisa in tre parti, con il portale centrale sormontato da una bifora con vetrate policrome. Sotto al cornicione è presente un’iscrizione dedicata al santo titolare. L'edificio presenta un’unica navata, con cappelle laterali. Sulle pareti laterali si alternano arcate alte, che inquadrano le cappelle, e arcate basse, che si aprono su piccoli vani quadrati. La volta a sesto ribassato è stata decorata negli anni quaranta del Novecento dal pittore Anselmo Govi. Il presbiterio è rialzato di due gradini e termina con un'abside semicircolare, con al centro l'altare maggiore. Sull'abside è presente la figura dipinta di San Savino.